# Бе-Сен-Поль
Бе-Сен-Поль (фр. Baie-Saint-Paul - у перекладі з французької - "Затока Святого Павла") - місто у адміністративному регіоні Національна столиця провінції Квебек (Канада). Розташоване на північному березі річки Святого Лаврентія, там, де у неї впадає річка Гуффр (фр. rivière du Gouffre).
На початку XX століття гарні пейзажі навколо міста (річка, гори) почали приваблювати художників. Тут працювало чимала відомих квебекських художників (Clarence Gagnon, René Richard, André Bieler та інші). Завдяки ним, місто перетворилося у помітний культурний центр. Воно відоме своїми картинними галереями і приваблює численних туристів.
У 2007 Бе-Сен-Поль навіть обрали "культурною столицею Канади". 

## Світлини

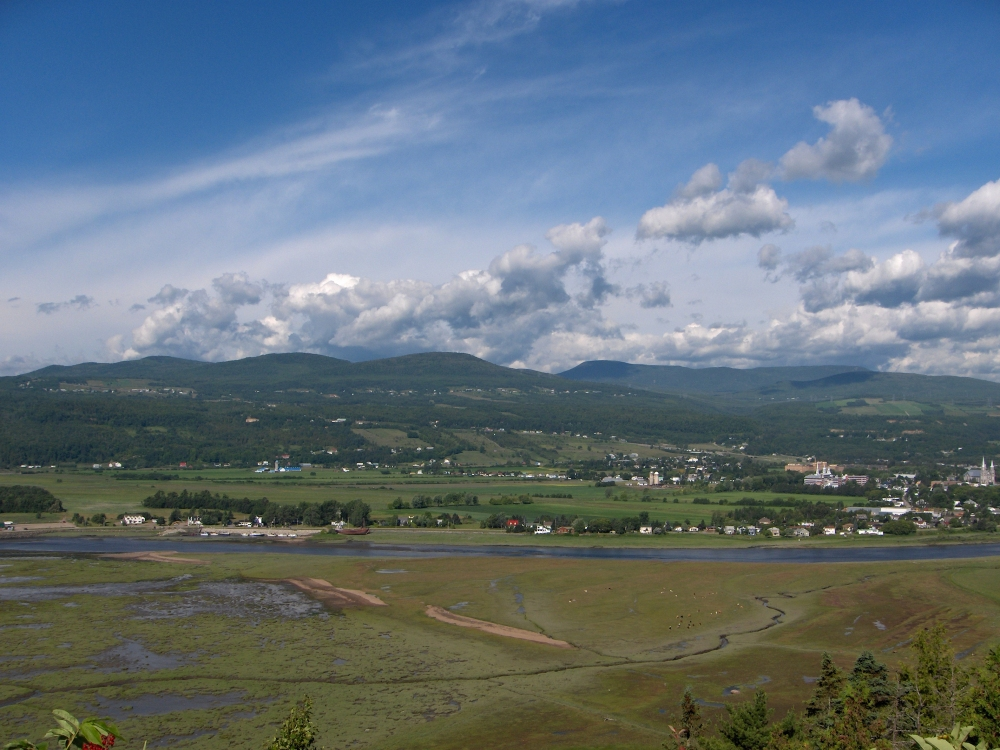
Місто
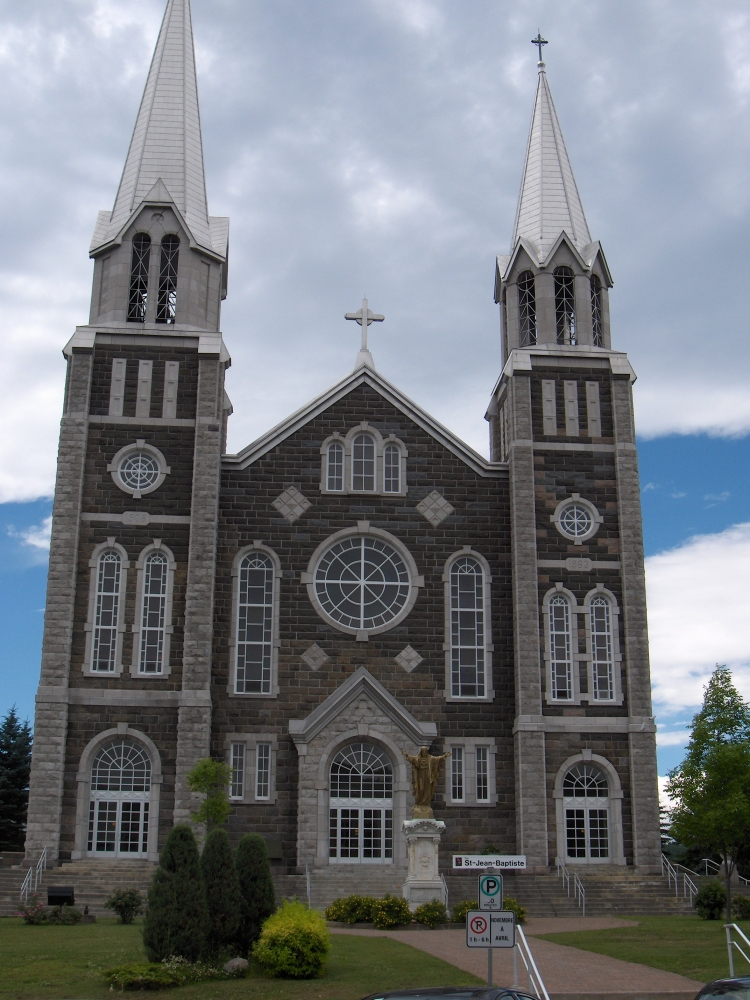
Церква
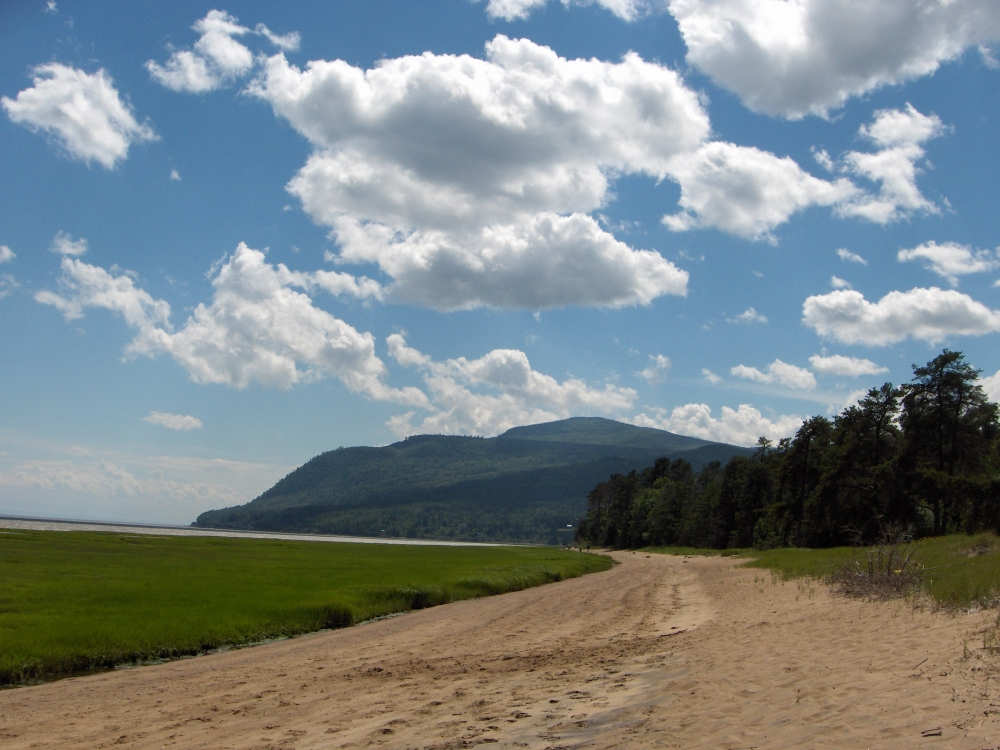
Пляж
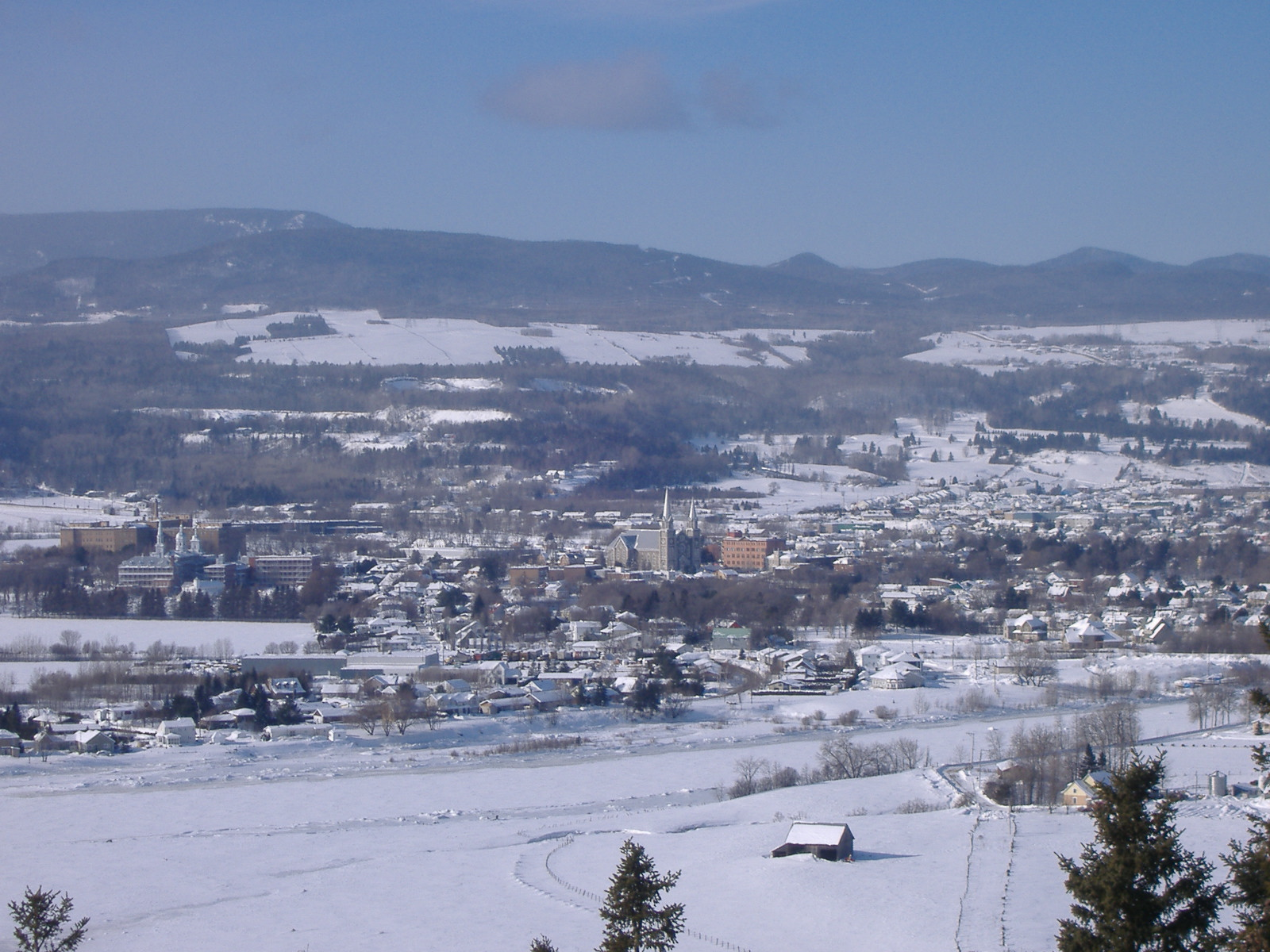
Зимою